# Енергонезависима памет
Енергонезависима памет (на английски: Non-volatile memory, NVM) е тип компютърна памет, която запазва записаната информация дори след изключване на захранването. Нейна противоположност е енергозависимата памет (на английски: volatile memory), за която е необходимо непрекъснато захранване, за да съхранява данните. Примери за енергонезависима памет са ROM, флашпамет, повечето типове запаметяващи устройства (флопи диск, твърд диск, SSD и др.).